# Liste der Ortspyramiden im Landkreis Mittelsachsen
Die Liste der Ortspyramiden im Landkreis Mittelsachsen bietet einen Überblick der aktuellen und ehemaligen drehbaren Pyramiden in den Städten und Gemeinden des Landkreises Mittelsachsen auf öffentlichen Plätzen. Die ursprünglich für den häuslichen Gebrauch angefertigten Weihnachtspyramiden werden seit den 1930er-Jahren auch als große Freilandpyramiden hergestellt. Sie sind fester Bestandteil des Brauchtums im sächsischen Erzgebirge und mittlerweile auch in großen Teilen des Erzgebirgsvorlands, wovon ein Teil im Süden bzw. der Mitte des Landkreises liegen. – Sie haben in dieser Region jedoch eine fast genauso weit zurückreichende Geschichte, denn bereits 1938 wurde in Frankenberg die erste Freilandpyramide aufgestellt.
In vielen Orten wird jährlich das Pyramidenanschieben um den Ersten Advent feierlich begangen. Die meisten Pyramiden drehen sich bis Hochneujahr, in manchen Orten bis Lichtmess.

## Aktuelle Ortspyramiden
Die älteste erhaltene und noch in Betrieb befindliche Ortspyramide wurde 1961 in Niederwiesa aufgestellt. Bereits 1938 wurde in Frankenberg/Sa. eine Ortspyramide aufgestellt, welche aber durch die Einflüsse des Zweiten Weltkriegs verschollen ist.
Die folgende Tabelle bietet einen Überblick über die in den Grenzen des Landkreises Mittelsachsen existierenden Großpyramiden, die von den Städten und Gemeinden, mit deren Genehmigung bzw. auf deren oder gemeinschaftlicher Initiative aufgestellt wurden.
| Abbildung                               | Ort                                       | Standort | Baujahr                             | Geschichte |
| --------------------------------------- | ----------------------------------------- | --- | ----------------------------------- | --- |
| Augustusburger Adventskalender          | Augustusburg                              | Hohe Straße 50° 48′ 52″ N, 13° 6′ 5″ O                                                                           | 1999                                | Kombination aus Schwibbogen, Weihnachtspyramide und Adventskalender. Der Augustusburger Adventskalender ist 5,5 Meter breit und 4,1 Meter hoch. Die 24 Türchen des Kalenders werden sukzessive bis Heiligabend geöffnet und geben damit den Blick auf die dahinter befindlichen Schaubilder frei. 2009 wurde vom ortsansässigen Kunsthandwerker Hans-Ullrich Drechsel ein dem Vorbild nachempfundenes, 18 Zentimeter langes Modell entworfen. Vertrieben wurde es als Bastelset und konnte u. a. beim Fremdenverkehrsamt der Stadt sowie dem Kunsthandwerker selbst käuflich erworben werden. |
| Ortspyramide Bienenmühle                | Bienenmühle (Rechenberg-Bienenmühle)      | B171 (Dresdner Str.) Ecke Muldentalstraße 50° 44′ 28″ N, 13° 31′ 54″ O                                           | 1983 o. 1984                        | Geschaffen wurde die Pyramide mit Hilfe von ortsansässigen Betrieben, Handwerkern und Bürgern des Ortes. |
| Ortspyramide Börnichen (Oederan)        | Börnichen (Oederan)                       | Wendeschleife an der Frankenberger Straße 50° 52′ 9″ N, 13° 9′ 30″ O                                             | 2011                                | Die Pyramide ähnelt dem Pavillon im Rittergutspark Börnichen. Auf dem untersten der drei Teller drehen Stellmacher, Schmied, Bergmann, Fleischer, Gastwirt sowie Bauer mit seiner Bäuerin ihre Runden – sie symbolisieren die Berufe in der Vergangenheit des Ortes. Auf dem mittleren Teller sind Figuren zu sehen, die Handwerk und Unternehmen der Gegenwart zeigen. Dazu zählen Fliesenleger, Maurer und Klempner. Zuoberst ist eine Jagdszene dargestellt. Die Pyramide sowie die Figuren der obersten und untersten Etage sind ganzjährig aufgestellt. Zu Ostern sind auf der Pyramide auch Osterhasen und Blumenkinder zu sehen. |
| Ortspyramide Bräunsdorf (Oberschöna)    | Bräunsdorf (Oberschöna)                   | Kreuzung Hainichener Straße/Romanus-Teller-Straße 50° 56′ 16″ N, 13° 13′ 15″ O                                   |                                     | Dreistufige Pyramide. Auf der unteren Etage befinden sich ein Imker, eine Sportlerin, ein Feuerwehrmann, ein Wanderer, sowie ein Pilz und Bäume. Die mittere Etage ist mit einer Bergkapelle und die obere Etage mit einem Engelschor bestückt. |
| Ortspyramide Brand-Erbisdorf            | Brand-Erbisdorf                           | Markt 50° 52′ 12″ N, 13° 19′ 20″ O                                                                               | 1983                                | Die vierstufige Pyramide in Göpelwerksform wurde vom VEB NARVA geschaffen. Auf ihr befinden sich Figuren mit ortstypischen Berufen und Tätigkeiten, sowie Bergleute des historischen und modernen Bergbaus der Region. Die Beleuchtung ist historischen Bergwerkskauen nachempfunden. |
| Ortspyramide Burkersdorf                | Burkersdorf (Frauenstein)                 | Ortsmitte (Frauensteiner Straße) 50° 49′ 12″ N, 13° 29′ 26″ O                                                    | 1998                                | Das „Pyramidenhaus“ ist in seiner Gestalt die Dorfkirche, wobei das Flügelrad auf dem Turm aufsitzt. Auf einem Drehteller von Seiteneingang zu Seiteneingang umläuft ein Figurenzug den vorderen Teil der Kirche. |
| Ortspyramide Burgstädt (Heimatmuseum)   | Burgstädt                                 | beim Museum (Kantor-Meister-Straße) 50° 55′ 8″ N, 12° 48′ 12″ O                                                  | 2003                                | Geschaffen wurde die 5,80 m hohe Pyramide vom örtlichen Gewerbe- und Handelsverein. Die 18 Figuren stellen typische Handwerkerzünfte und Berufsgruppen der Stadt dar. |
| Ortspyramide Burgstädt (Rathaus)        | Burgstädt                                 | vor dem Rathaus (Brühl 1) 50° 55′ 13″ N, 12° 48′ 21″ O                                                           |                                     | Stabpyramide eines Burgstädter Schnitzers. Die Figuren stehen auf Stegen, welche an der Mittelsäule befestigt sind. Über den Flügeln dreht sich ein Bergmann. |
| Ortspyramide Cämmerswalde               | Cämmerswalde (Neuhausen/Erzgeb.)          | Grundschule 50° 42′ 35″ N, 13° 30′ 4″ O                                                                          | 2013                                | Nachdem sich zuletzt deutliche alters- und witterungsbedingte Verschleißerscheinungen des Vorgängermodells zeigten, wurde dieses durch einen Neubau ersetzt. Die jetzige Pyramide ist ca. 5 Meter hoch, 3 Meter breit, misst 2,5 Meter Flügelraddurchmesser und soll ganzjährig aufgestellt bleiben. Als Figuren werden im Winterhalbjahr Kinder mit Schneemann, Ski und Schlitten auf dem Drehteller platziert, im Sommer sollen Schaukelpferd, Kindereisenbahn und Hubschrauber gezeigt werden. Bei der Ausführung wirkten Bürger und ortsansässige Handwerker mit. Am 18. Oktober 2013 wurde die Pyramide offiziell eingeweiht. |
| Ortspyramide Clausnitz                  | Clausnitz (Rechenberg-Bienenmühle)        | Spielplatz Dorfstraße 50° 44′ 30″ N, 13° 29′ 26″ O                                                               | 1983 o. 1984                        | Stabpyramide mit drei Drehtellern |
|                                         | Dittersbach (Frauenstein)                 | Koordinaten fehlen! Hilf mit.                                                                                    | 1995                                | Dreistufige Holzpyramide mit typisch erzgebirgischen Figuren (vier Bergmänner, ein Jäger, ein Buschweib und ein Holzfäller). Geschaffen von Gottfried Berndt aus Dittersdorf. |
| Ortspyramide Dittersbach (Neuhausen)    | Dittersbach (Neuhausen/Erzgeb.)           | Bushaltestelle Dittersbach, Warte 50° 40′ 12″ N, 13° 27′ 5″ O                                                    | 2019                                | Siebenstöckige Ganzjahrespyramide aus Metall, in den Farben schwarz und rot, mit weißen Figuren. Sie verbindet den Gothic-Stil mit traditionell erzgebirgischen Elementen. Co-Produktion des Pyramidenherstellers Matthias Suchfort von DAMASU und dem Leipziger Metallkünstler Jens Müller. |
| Ortspyramide Döbeln                     | Döbeln                                    | Niedermarkt (früher:Obermarkt) 51° 7′ 15″ N, 13° 7′ 10″ O                                                        | 1983                                | Die einschließlich Sockel reichlich 7 Meter hohe Pyramide wurde von Gerald Heruth entworfen. Das Pyramidengestell ist aus Stahl und wurde im damaligen „Rationalisierungsmittelbau Döbeln“ gebaut. Auf den vier Tellern drehen sich 16 gedrechselte Figuren mit exakt 2,63 Umdrehungen pro Minute. Auf dem unteren Teller stehen sechs Nussknacker. Darüber drei Bergmänner und zwei Lichterengeln, auf dem dritten Teller drehen sich Nachtwächter, Räuchermann und der legendäre Döbelner Fleischermeister mit Döbelner Salami in einer Hand. Und auf dem obersten Teller finden sich zwei Sternsinger. |
| Ortspyramide Dorfchemnitz               | Dorfchemnitz                              | Torbogengut 50° 45′ 48″ N, 13° 27′ 2″ O                                                                          | 1970                                | Gebaut wurde die Stabpyramide vom ortsansässigen Gerhard Reichel und dessen Sohn Jochen. Zu Beginn wurde sie noch ohne elektrische Energie über ein Wasserrad angetrieben. Sie zierte seit Beginn an den Ort, konnte aufgrund von Verschleiß in den letzten Jahren vor 2015 jedoch nicht mehr aufgestellt werden. – Von den vier Drehtellern war der unterste völlig verschlissen. Im Jahr 2015 restaurierte sie der Miterbauer und gelernte Holzbildhauer Jochen Reichel zusammen mit dem Eigentümer des Torbogengutes Heiko Grimmer, wobei sie auch Unterstützung von Bewohnern der dort verlaufenden Kammstraße erfuhren. Im Zuge dessen erhielt die Pyramide einen elektrischen Antrieb samt neuer Beleuchtung, der unterste Teller erhielt neue Figuren – ebenfalls aus der Hand von Jochen Reichel – und die defekte hölzerne Welle zum Flügelrad wurde mittels Aluminium verlängert. Am ersten Adventswochenende 2015 wurde sie erstmals am neuen Standort angeschoben. |
| Ortspyramide Eppendorf                  | Eppendorf                                 | Albertplatz 50° 48′ 1″ N, 13° 13′ 43″ O                                                                          | 1969                                | Die sechs Meter hohe Pyramide wurde durch den örtlichen Schnitzverein erbaut. Auf der unteren Etage befinden sich orts- bzw. erzgebirgstypische Figuren. Die mittlere Etage ist mit einer Bergkapelle besetzt und auf der oberen Etage dreht sich eine Kurrende. |
| Ortspyramide Erdmannsdorf               | Erdmannsdorf (Augustusburg)               | Grundschule 50° 49′ 12″ N, 13° 4′ 36″ O                                                                          | 1983                                | Die Idee für die Huthauspyramide mit Glockenturm stammt von Karl Baumann. In ihrer Gestalt erinnert sie im Allgemeinen an den Bergbau im Erzgebirge und im Speziellen den ehemaligen Alaunabbau im Ort. Das Gestell fertigte, im Auftrag der damaligen Gemeindeverwaltung, die ehemaligen Baumwollspinnerei des Ortes. Auf dem Teller drehen sich fünf 90 Zentimeter große, gedrechselte und bemalte Figuren. Darunter Engel, Bergmann, Förster und Holzweibel. |
| Ortspyramide Falkenau                   | Falkenau (Flöha)                          | Volkshaus, Straße der Einheit 50° 51′ 9″ N, 13° 6′ 46″ O                                                         | 1992                                | Dreistöckige Pyramide mit einer Höhe von 3,20 m. Im Jahr 2011 erfolgte eine Generalüberholung der Pyramide. Seit der Weihnachtszeit 2015/16 hat sie ihren Platz vor dem Volkshaus Falkenau. In der Osterzeit befindet sich am Standort eine Osterhasenfamilie. |
| Ortspyramide Flöha                      | Flöha                                     | Rathaus Flöha im Stadtteil Plaue, Augustusburger Straße 50° 51′ 0″ N, 13° 4′ 42″ O                               | 1985                                | Pyramide mit vier Stockwerken. Dargestellt werden biblische Szenen von der Geburt Christi. Gefertigt wurde die Pyramide vom VEB Raum- und Tafelschmuck Gahlenz |
| Stadtpyramide Frankenberg               | Frankenberg/Sa.                           | Markt 50° 54′ 43″ N, 13° 1′ 56″ O                                                                                | 2002                                | Bereits 1938 wurde ein Vorgängermodell auf dem Markt aufgestellt. Die aktuelle Stockwerkspyramide ist im Stile der Neugotik gehalten und 8,15 Meter hoch. Der Entwurf stammt vom ortsansässigen Spielzeug- und Stellmacher Joachim Friedrich, welcher auch maßgeblich am Bau mitgewirkt hat. Auf dem unteren Drehteller stehen ortstypische Figuren, auf dem mittleren Figuren der Weihnachtsgeschichte und zuoberst drehen Turmbläser ihre Runden. |
| Ortspyramide Frauenstein                | Frauenstein                               | Markt 50° 48′ 10″ N, 13° 32′ 19″ O                                                                               | 1988                                | Pyramidenhaus mit ortstypischen Figuren. So drehen sich beispielsweise auf dem untersten Teller Bergleute in historischer Festkleidung. In den Seitenflügeln können Figuren in bewegten Schaubildern betrachtet werden. Erbaut von Wolfgang Koblitz. |
| Ortspyramide Freiberg                   | Freiberg                                  | Obermarkt 50° 55′ 2″ N, 13° 20′ 33″ O                                                                            | 1978                                | Die Konstruktion ist eine 9 Meter hohe Stabpyramide mit fünf Drehtellern. Die Figuren der Heiligen Familie in der unteren Etage wurden 1999 nach einer Überarbeitung ergänzt. Auf den vier darüber liegenden Etagen befindet sich die Freiberger Bergparade. |
| Ortspyramide Gahlenz                    | Gahlenz (Oederan)                         | „Platz der Liebe“ 50° 49′ 42″ N, 13° 12′ 59″ O                                                                   | 1985                                | Pyramidenhaus auf steinernem Sockel. Manfred Dittel und Gerhard Klemm erstellten den Bauplan. In der Tischlerwerkstatt der damaligen LPG wurde von den Mitgliedern der örtlichen Schnitzgruppe das Gestell gefertigt. Walfried Schulze drechselte in der heutigen Erzgebirgische Holzkunst Gahlenz GmbH sämtliche Figuren, die von den Schnitzern grundiert wurden, während die feine Dekorbemalung Ingrid Hausmann übernahm. Zwischen Januar und März dreht sich seit 2005 auf dem Drehteller der Pyramide ein Wintermotiv mit Schneemännern. Auf dieses folgt zu Ostern eine Osterpyramide mit Osterhasen, welche erstmals 1991 aufgebaut wurde. In der Sommer- und Herbstzeit befindet sich auf dem Drehteller seit 1992 ein Wetterhäuschen. |
| Ortspyramide Großhartmannsdorf          | Großhartmannsdorf                         | ehem. Schule 50° 47′ 52″ N, 13° 19′ 9″ O                                                                         | 1991                                | Vierstufige Pyramide. Auf der untere Etage befinden sich Figuren mit ortstypischen Berufen, darüber Märchen. Die dritte Etage ist mit Figuren der biblischen Christgeburt geschmückt und die oberste Etage befinden sich erzgebirgstypische Figuren. |
| Ortspyramide Großwaltersdorf.jpg        | Großwaltersdorf (Eppendorf)               | gegenüber Landhotel „Trakehnerhof“ 50° 46′ 56″ N, 13° 16′ 23″ O                                                  | 2004/2005                           | Pyramidenhaus mit dreistufiger Pyramide, welche mit erzgebirgstypischen Figuren bestückt ist. Das Bauwerk bleibt ganzjährig stehen und wird u. a. zu Ostern mit Osterhasen dekoriert. |
| Ortspyramide Hainichen                  | Hainichen                                 | Markt 50° 58′ 21″ N, 13° 7′ 23″ O                                                                                | 2008                                | Die über sechs Meter hohe und über 2 Tonnen schwere Pyramide ist in ihrer äußeren Gestalt der alten camera obscura auf dem Rahmenberg nachempfunden. Die Idee für die Gestaltung stammt von Hainichens Bauplaner Lutz Keller, der auch schon an der Gestaltung der Frankenberger Weihnachtspyramide mitgewirkt hatte. Die Figuren auf den beiden Tellern stammen von der Drechslerei Volkmar Wagner aus dem Hainichener Gemeindeteil Riechberg. Während auf dem unteren Teller die heilige Familie mit der Krippe und dem Jesuskind zu sehen ist, drehen sich oben die für die Drechslerei typischen Schneemänner, u. a. in Form eines Schlittenfahrers. |
|                                         | Halsbrücke                                | Koordinaten fehlen! Hilf mit.                                                                                    |                                     | |
| Ortspyramide Hammerleubsdorf            | Hammerleubsdorf (Leubsdorf)               | Talstraße 50° 49′ 6″ N, 13° 11′ 11″ O                                                                            | 1988                                | Auf Initiative der damaligen Gemeindeverwaltung von Leubsdorf entstanden zwei baugleiche Pyramiden für Hammerleubsdorf und Leubsdorf. Im Frühjahr 1988 entstanden die Pläne und bereits im Sommer beide Pyramiden. Baumaterialien wurden u. a. bei von Volkseigenen Betrieben bereitgestellt. Auf einem Teller sind Figuren örtlicher Originale dargestellt. Zum Beispiel Pantoffelhändler, die drei Krawallos, der Grundmann Gust oder auch der Postbote Gürtel Ernst. Seit 2009 ist auch ein am Bau beteiligter Drechsler als Figur verewigt. Im hölzernen Sockel dreht in Erinnerung an die Schmalspurbahn Hetzdorf–Eppendorf–Großwaltersdorf ein Zug seine Runden. |
| Ortspyramide Hartha                     | Hartha                                    | Markt 51° 5′ 52″ N, 12° 58′ 38″ O                                                                                | 1986                                | Dreistufige Pyramide mit einer Höhe von 4,50 m. Auf der Pyramide sind erzgebirgstypische Figuren (Bergmann, Engel, Weihnachtsmann, Nussknacker, Schneemann, Zwerge) zu sehen. |
| Ortspyramide Hausdorf                   | Hausdorf (Frankenberg/Sa.)                | Bürgerhaus „Alte Schule“ 50° 53′ 10″ N, 13° 5′ 58″ O                                                             | 2015                                | Die Vorlage für das „Pyramidenhaus“ lieferte das Ortssiegel von 1764, auf dem ein Hausgiebel zu sehen ist. Gebaut wurde sie in einer Zeit von zwei Jahren durch sieben ortsansässige Bürger. Auf dem unteren Teller drehen Botenfrau, Jäger der Goldborn-Sage und ein Holzfäller ihre Runden. Darüber ist eine Feuerwehr zu sehen. |
| Ortspyramide Helbigsdorf                | Helbigsdorf (Mulda/Sa.)                   | Feuerwehrdepot (Spritzenhaus bei der Buswendestelle) 50° 48′ 36″ N, 13° 21′ 48″ O                                | 2008                                | Die Stabpyramide ist 3,9 Meter hoch. Die Idee zum Bau bestand schon zwei Jahre, Spenden- und Sponsorengelder wurden gesammelt. Gebaut wurde sie innerhalb von nur drei Monaten im Sommer 2008. Das Gestell fertigten dabei ortsansässige Bürger und Handwerker, die Figuren stammen von einem gewerbsmäßigen Holzdrechsler. Auf dem unteren der drei Teller drehen sich Figuren in ortstypischen Berufen. Das sind Bäuerin, Bäcker, Sattler, Dachdecker und Schmied. In der Mitte finden sich die Figuren Kegler, Jäger mit Hund, Feuerwehrmann und Kleingärtner als Symbole für die im Ort wirkenden Vereine. Zuoberst drehen sich Weihnachtsmänner mit Geschenkpaketen. Am 1. Advent 2008 wurde sie erstmals feierlich angeschoben. |
| Ortspyramide Hetzdorf                   | Hetzdorf (Halsbrücke)                     | Am Bergschlößchen 50° 58′ 20″ N, 13° 27′ 37″ O                                                                   | 2003                                | Im Jahr 2002 entstand die Idee zum Bau einer Pyramide im Ortszentrum. Zahlreiche Helfer haben in über 1.100 Arbeitsstunden die Heimatpyramide gefertigt. Unter den Figuren des zentralen Bereichs sind u. a. Waldarbeiter, Förster, Pilz- und Holzsammler sowie diverse Tiere des Waldes. Die Seitenteile beinhalten Schaufenster zu den vier Jahreszeiten. Zum 15. Hetzdorfer Weihnachtsmarkt im Dezember 2003 wurde die Pyramide eingeweiht. Sie ist ganzjährig aufgestellt. |
| Ortspyramide Höfchen (Kriebstein)       | Höfchen (Kriebstein)                      | Parkplatz in der Mühlfeldstraße 51° 2′ 3″ N, 12° 59′ 33″ O                                                       | 1984                                | Pyramide mit zwei Etagen, die mit typischen Figuren aus dem Erzgebirge bestückt ist. |
| Ortspyramide Hohenfichte                | Hohenfichte (Leubsdorf)                   | Schellenberger Straße 50° 49′ 9″ N, 13° 8′ 13″ O                                                                 | 1988                                | Das Figurenspiel Hohenfichte entstand 1988 auf Initiative des damaligen Bürgermeisters und Vorsitzenden der Nationalen Front hin. Das 3,70 m hohe „Haus“ über der Pyramide ist in seiner Gestalt der Gedeckten Holzbrücke über die Flöha nachempfunden, das Pyramidendrehwerk Trennwände in Gestalt einer Fichte. Erbaut wurde das Werk von fünf Einwohnern des Ortes – welche seit 2007 mit einer Aufschrift am Figurenspiel gewürdigt werden –, den damaligen Betrieben Wattefabrik und Baumwollspinnerei sowie weiteren Helfern. Die Figuren schnitzte Herbert Fröhlich. |
| Ortspyramide Irbersdorf                 | Irbersdorf (Frankenberg/Sa.)              | Dorfgemeinschaftshaus 50° 56′ 59″ N, 13° 2′ 54″ O                                                                | 2017                                | Der Einweihung waren drei Jahre Planung und Bau vorausgegangen. Gut 6500 Euro wurden für das Material ausgegeben, wobei alles über Spenden finanziert wurde. Gebaut wurde sie in Eigenregie von Bürgern aus Irbersdorf, Sachsenburg und Frankenberg. Auf den drei Tellern der Stabpyramide drehen sich Engel, Kurrende und Bergleute. |
| Ortspyramide Kirchbach                  | Kirchbach (Oederan)                       | Dorf- und Feuerwehrhaus 50° 52′ 29″ N, 13° 13′ 51″ O                                                             | 2009                                | Entworfen und gebaut wurde das Pyramidenhaus von vier ortsansässigen Bürgern. Es wurde in seiner Form der örtlichen Kirche nachempfunden. Auf dem Teller dreht eine Kurrende ihre Runden. |
|                                         | Kleinbobritzsch (Frauenstein)             | Koordinaten fehlen! Hilf mit.                                                                                    |                                     | |
| Ortspyramide Kleinschirma               | Kleinschirma (Oberschöna)                 | beim Landhotel Kleinschirma an der Straßengabelung Bahnhofstraße/Wegefarther Straße 50° 54′ 23″ N, 13° 17′ 18″ O | 1984                                | Die dreistufige Pyramide zeigt auf der unteren Etage drei Nussknacker und eine Kiepenfrau, in der mittleren Etage eine Bergparade und in der oberen Etage eine Kurrende. Vorbild der Pyramide war die Pyramide von Rechenberg-Bienenmühle. |
| Ortspyramide Kockisch                   | Kockisch                                  | beim alten Feuerwehrdepot 50° 59′ 35″ N, 13° 0′ 11″ O                                                            | 2023                                | Dreistufige Pyramide. Auf der unteren Etage sind Wahrzeichen der Stadt Mittweida zu sehen: der Wasserturm Altmittweida, das Elektrizitätswerk Mittweida, die Stadtkirche Unser Lieben Frauen in Mittweida und die Hängebrücke Kockisch–Liebenhain. Auf der mittleren Etage sind Weihnachtsmänner und Schneemänner zu sehen. Die obere Etage ist mit einem Miniatur-Feuerwehrfahrzeug bestückt, welches auf die örtliche Feuerwehr Bezug nimmt, neben welcher sich die Ortspyramide befindet. |
| Ortspyramide Köthensdorf                | Köthensdorf (Taura)                       | Köthensdorfer Hauptstraße, bei Kreuzung Schulstraße 50° 54′ 31″ N, 12° 52′ 9″ O                                  | 2001                                | Die vier Meter hohe Pyramide wurde vom Heimatverein Köthensdorf e. V. erbaut. Die meisten ihrer Figuren stellen typische Beschäftigungen der Köthensdorfer dar. Auf den drei Drehtellern finden sich bspw. die Figuren Lehrer und Strumpfwirker sowie eine Kurrende. |
| Ortspyramide Krummenhennersdorf         | Krummenhennersdorf (Halsbrücke)           | Bürgerhaus Krummenhennersdorf 50° 58′ 35″ N, 13° 21′ 49″ O                                                       | 2015                                | Dreistufige Pyramide. Auf der unteren Ebene befinden sich Bergmänner und Engel, auf der mittleren Etage die Figuren der biblischen Christgeburt und auf der oberen Ebene eine Kurrende. |
| Ortspyramide Kunnersdorf (Augustusburg) | Kunnersdorf (Augustusburg)                | Hennersdorfer Straße, Abzweig Am Berg/Brückenweg 50° 48′ 25″ N, 13° 4′ 30″ O                                     | 2022                                | Dreistufige Pyramide, welche erstmals 2022 angeschoben wurde. Auf der unteren Etage befinden sich Figuren mit ortstypischen Berufen. In der Etage darüber stehen zwei ortstypische Figuren, ein Baum, ein Schneemann und ein Weihnachtsmann. Die oberste Etage ist mit einer Bergkapelle bestückt. |
| Ortspyramide Langenau                   | Langenau (Brand-Erbisdorf)                | Neue Hauptstraße 120 (vor Rathaus) 50° 50′ 10″ N, 13° 17′ 45″ O                                                  | 1984                                | Die 5,30 m hohe Stabpyramide mit 3,5 Etagen wurde vom damaligen VEB Meliorationsbau Langenau geschaffen und dem Ort übereignet. Sie ist zur gleichen Zeit entstanden wie die Ortspyramiden von Rechenberg und Bienenmühle, weshalb sie eine große Ähnlichkeit mit diesen besitzt. Auf der unteren Etage befindet sich eine Waldszene mit Förster, Futterkrippe, Hirsch und Bäumen. Die mittlere Etage ist mit orts- und erzgebirgstypischen Figuren bestückt. Direkt darüber sind auf Stelzen Musiker einer Bergkapelle angebracht, über denen sich die obere Etage mit einer Kurrende befindet. |
| Ortspyramide Langhennersdorf            | Langhennersdorf (Oberschöna)              | Kreuzung Hauptstraße/Ziegeleiweg 50° 56′ 33″ N, 13° 15′ 6″ O                                                     | 2011                                | Pyramidenhaus mit einem Drehteller, auf dem sich Figuren der biblischen Christgeburt befinden. Im oberen Teil befindet sich ein kleiner Drehteller mit Engelsfiguren. Erbaut wurde die Pyramide von Werner Vogel aus Flöha. |
| Ortspyramide Leisnig                    | Leisnig                                   | Kirchstraße 51° 9′ 39″ N, 12° 55′ 34″ O                                                                          | 1999                                | Sieben Meter hohe Stabpyramide mit drei Drehtellern. |
| Ortspyramide Leubsdorf                  | Leubsdorf                                 | Hauptstraße 50° 48′ 1″ N, 13° 9′ 54″ O                                                                           | 1988                                | Auf Initiative der damaligen Gemeindeverwaltung entstanden zwei baugleiche Pyramiden für Leubsdorf und Hammerleubsdorf. Im Frühjahr 1988 entstanden die Pläne und bereits im Sommer beide Pyramiden. Baumaterialien wurden u. a. bei von Volkseigenen Betrieben bereitgestellt. Im hölzernen Sockel drehen sich bergmännische Figuren. |
| Pyramide Lichtenberg                    | Lichtenberg/Erzgeb.                       | Buswartehaus „Lichtenberg, Festplatz“, gegenüber Hauptstraße Nr. 91 50° 49′ 58″ N, 13° 25′ 44″ O                 |                                     | Fest installiert im Obergeschoss eines Buswartehäuschens, außerhalb der Weihnachtszeit Fenster mit der Pyramide verschlossen und Flügel demontiert. |
| Ortspyramide Lichtenwalde               | Lichtenwalde (Niederwiesa)                | August-Bebel-Straße, Einmündung Gartenstraße 50° 53′ 2″ N, 13° 0′ 12″ O                                          | 2022 (Einweihung am neuen Standort) | Pyramidenhaus mit Flügelrad und einem Drehteller. Die Achse des Pyramidenhauses ist als Spanbaum gestaltet. Auf dem Drehteller befinden sich zwei Reiterlein und zwei Nussknacker (Bergmann und Nachtwächter). Um den Drehteller befinden sich an den Ecken des Pyramidenhauses vier weitere Nussknacker, die als Förster gestaltet sind. Das aufgearbeitete Pyramidenhaus befindet sich seit 2022 am aktuellen Standort. Außerhalb der Advents- und Weihnachtszeit sind die Fenster des Drehtellers abgedeckt. |
| Schwibbogen mit Pyramide Marbach        | Marbach (Leubsdorf)                       | Ortsmitte 50° 47′ 21″ N, 13° 8′ 1″ O                                                                             |                                     | Schwibbogen mit zentriert eingesetztem, funktionsfähigem Pyramidendrehwerk |
| Ortspyramide Memmendorf                 | Memmendorf (Oederan)                      | Kreisverkehr 50° 53′ 12″ N, 13° 11′ 21″ O                                                                        | 2008                                | Die 4,5 Meter hohe Pyramide entstand auf Idee Initiative des örtlichen Wehrleiters Reiner Ulbricht hin, die Figuren schuf der ortsansässige Schnitzer Klaus-Dieter Krafft. Gestell und Antrieb steuerten ortsansässige Handwerksbetriebe bei. Auf dem unteren der drei Drehteller sind Bergleute zu sehen. Darüber drehen Figuren in örtlichen Handwerksberufen ihre Runden und zuoberst sind es weihnachtliche Figuren. |
| Ortspyramide Milkau                     | Milkau (Erlau)                            | Schönfelder Straße 51° 1′ 46″ N, 12° 53′ 0″ O                                                                    | 2015                                | Die 4,50 m hohe Stabpyramide mit zwei Drehtellern wurde 2015 erstmals beim Feuerwehrhaus in Kleinmilkau aufgestellt und im Folgejahr mit Miniaturen von Schule, Kirche und Feuerwehrhaus auf dem unteren Drehteller komplettiert. Im Jahr 2020 wurden die Gebäude auf der Pyramide durch eine Kurrende auf der unteren Etage und durch winterliche Figuren, wie Schneemann, Schlitten und Fichten auf der oberen Etage ersetzt. Der neue Standort der Pyramide ist im Milkauer Ortsteil Schönfeld. |
| Ortspyramide Mittelsaida                | Mittelsaida (Großhartmannsdorf)           | Parkplatz Wendeschleife an der Eppendorfer Straße 50° 45′ 49″ N, 13° 18′ 12″ O                                   | 1997/1998                           | Pyramidenhaus mit zweistufiger Pyramide. Die „Spielzeugpyramide“ von Mittelsaida stellt in Miniatur die Spielzeugproduktion und Holzverarbeitung der Region vor. Auf der unteren Ebene der Pyramide befinden sich neben Holzspielzeug ein Klavier und Möbelstücke in Miniatur. Auf der oberen Ebene stehen drei Musikanten. Am Sockel des Pyramidenhauses sind mehrere Informationstafeln angebracht, die über die Erbauer und die Holzverarbeitende Industrie in Ober-, Mittel- und Niedersaida informieren. |
| Ortspyramide Mittweida                  | Mittweida                                 | Markt 50° 59′ 7″ N, 12° 58′ 51″ O                                                                                | 1995                                | Die Figuren schnitzte der Holzbildhauer und Kettensägenschnitzer Enrico Kletke. Auf der unteren Etage befinden sich Bergmänner. Die mittlere Etage ist mit Figuren der biblischen Christgeburt bestückt und auf der oberen Etage stehen ortstypische Figuren. |
| Ortspyramide Mühlau                     | Mühlau                                    | Schulstraße, vor der Heinrich-Heine-Grundschule 50° 54′ 9″ N, 12° 45′ 34″ O                                      | 1995                                | Die Stabpyramide wurde 1995 von den Mitgliedern Stefan Uhlmann, Karl Höppner und Martin Jähnig des ehemaligen Vereins „Heimatfreunde Mühlau e. V.“ mit Unterstützung lokaler Betriebe erbaut. Für die Erbauer ist eine Tafel vor dem Sockel aufgestellt. Auf den drei Drehtellern finden sich ausschließlich Märchenfiguren. |
| Mulda                                   | Mulda/Sa.                                 | neben dem Gemeindeamt 50° 48′ 25″ N, 13° 24′ 52″ O                                                               | 1983                                | Dreistufige Pyramide in Form eines Pyramidenhauses. Auf der unteren Etage sind Figuren mit ortstypischen Tätigkeiten und Berufen zu sehen, auf der mittleren Etage befindet sich eine Bergparade und auf der oberen Etage eine Waldszene. |
|                                         | Naundorf (Bobritzsch-Hilbersdorf)         | Koordinaten fehlen! Hilf mit.                                                                                    |                                     | Das Pyramidenhaus wurde Ende der 1980er Jahre von einem ortsansässigen Bürger gebaut und der Gemeinde überlassen. Zuerst wurde sie am Kulturhaus und wurde bislang an acht weiteren Standorten aufgestellt. Dadurch wird sie lokal auch als „Wanderpyramide“ betitelt. Im Jahr 2008 wurde das Gestell restauriert und der Drehteller mit neuen Figuren bestückt. |
| Ortspyramide Neuclausnitz               | Neuclausnitz (Rechenberg-Bienenmühle)     | B171 (Hauptstr.) bei Bushaltestelle Neuclausnitz/Schweizerhof 50° 44′ 25″ N, 13° 31′ 13″ O                       |                                     | |
| Ortspyramide Neuhausen – Bahnhofstraße  | Neuhausen/Erzgeb.                         | Bahnhofstraße 50° 40′ 29″ N, 13° 27′ 56″ O                                                                       |                                     | Ganzjahrespyramide aus Edelstahl und Holz. In der Weihnachtszeit zum Thema Freiberger Bergparade, außerhalb dieser Zeit Kinderfiguren. Automatisierter Drehmechanismus mittels Geldeinwurf. |
|                                         | Neuhausen/Erzgeb.                         | Neuwernsdorfer Weg/Wenzelsplatz 50° 40′ 36″ N, 13° 28′ 2″ O                                                      | 2013                                | Nachdem sich deutlich Verschleißerscheinungen des Vorgängermodells zeigten, setzte sich der örtliche Tourismusverein 2009 einen Neubau zum Ziel und sammelte dafür Geldspenden. Gefertigt wurde die aktuelle Pyramide mit Unterstützung durch ortsansässige Handwerker und Unternehmen. Die Stabpyramide ist 6,3 Meter hoch und hat drei Drehteller. Sie zeigt unten Königsnussknacker, Skifahrer, Förster, Fichten, Schnee- und Weihnachtsmann. In der Mitte Maria und Josef mit einer Krippe sowie den Heiligen Drei Königen. Und darüber drehen ein Zug sowie ein Erzgebirgswald ihre Runden. Die Figuren der beiden unteren Drehteller messen 75 Zentimeter. Die Pyramide soll ganzjährig aufgestellt bleiben und im Sommerhalbjahr für die Präsentation ortsansässiger Gewerbe genutzt werden. Am 29. November 2013 wurde die Pyramide eingeweiht. |
| Ortspyramide Niederbobritzsch           | Niederbobritzsch (Bobritzsch-Hilbersdorf) | Vor Gaststätte Goldener Löwe 50° 53′ 54″ N, 13° 26′ 2″ O                                                         | 2011                                | Die Idee zum Bau hatte Jörg Höllmüller, Mitglied des örtlichen Heimatvereins bereits 2010. Die 4,6 Meter hohe Pyramide wurde innerhalb eines Jahres, bis September 2011, von Einwohnern sowie mit Unterstützung von ortsansässigen Handwerken gefertigt. Geschwungene Streben erzeugen eine glockenartige Gestalt. Die elf 60 Zentimeter großen Figuren stehen auf einer sich um die Achse ziehenden Wendeltreppe. Darunter sind auch Engel und Bergmann. |
| Ortspyramide Niederschöna               | Niederschöna (Halsbrücke)                 | Feuerwehrhaus 50° 57′ 47″ N, 13° 25′ 15″ O                                                                       | 1996                                | Der drehbare Teil der Stabpyramide ist mittels durchlaufender Trennwände einem Nadelbaum nachempfunden. Im Jahr 2014 wechselte sie ihren Standort auf das Grundstück des ehemaligen Sägewerkes. Mit Fertigstellung des neuen Feuerwehrhauses im Folgejahr steht sie seither vor diesem Gebäude. Auf dem unteren Teller der dreistufigen Pyramide befinden sich die Heilige Familie, Hirten mit Schafen sowie Ochse, Esel und Heuraufe. Auf der mittleren Ebene stehen die Heiligen Drei Könige, Kamel und Kameltreiber, und eine Rehgruppe mit Heuraufe. Die oberste Etage ist mit einer Kurrendegruppe samt Sternträger bestückt. |
| Ortspyramide Niederwiesa                | Niederwiesa                               | bei der Freiwilligen Feuerwehr (Chemnitzer Straße) 50° 51′ 48″ N, 13° 1′ 6″ O                                    | 1961                                | Die gedrechselten Figuren, welche das Leben in Niederwiesa widerspiegeln, fertigte der Holzschnitzer Rolf Kunze, das Gestell der 3,5 Meter hohen Pyramide wurde im ehem. „VEB Rennrodel“ gefertigt. Im Jahr 1994 erfolgte eine Generalüberholung. Die Pyramide befindet sich mittlerweile an ihrem dritten Standort. |
| Krippenhaus Niederwiesa                 | Niederwiesa                               | Rathaus 50° 51′ 49″ N, 13° 1′ 22″ O                                                                              | 1995                                | Krippenhaus ohne Flügelrad mit einer Höhe von 3,50 m. Die elf geschnitzten und gedrechselten Figuren repräsentieren die biblische Weihnachtsgeschichte der Geburt Christi. Vier Mal täglich erklingt zur vollen Stunde im Advent die Melodie „Vom Himmel hoch, da komm ich her“, ab Weihnachten erklingt „Stille Nacht“. Dazu erscheint ein Engel am Fenster. |
| Ortspyramide Oberbobritzsch             | Oberbobritzsch (Bobritzsch-Hilbersdorf)   | Feuerwache 50° 52′ 21″ N, 13° 27′ 28″ O                                                                          | 2008                                | Am Bau wirkten 13 Einwohner von Oberbobritzsch mit. Den Entwurf lieferte Tischlermeister Michael Dupke, die gedrechselten Figuren, darunter Kurrende, Engel und Bergmann sowie ein Krippenspiel, fertigte Reiner Schmiedel. |
| Ortspyramide Oederan (Markt)            | Oederan                                   | Markt 50° 51′ 42″ N, 13° 10′ 2″ O                                                                                | 2021                                | Die dreistufige Pyramide aus Metall ist eine Gemeinschaftsarbeit der Bauschlosserei Klaus Richter aus Großwaltersdorf und der Gahlenzer Firma Erzgebirgische Holzkunst. Die zwei Dutzend geschnitzten Figuren waren bei Workshops entstanden. Auf der untersten Etage befinden sich Figuren, die mit der Besiedlung Oederans zu tun haben (Ritter, Händler, Mönch, Bäuerin mit Kind, Bauer, Holzsammler, Schäfer, Spielmann). Auf der mittleren Etage stehen Vertreter alter Handwerke Oederans (Töpfer, Zinngießer, Schankmagd, Schmied, Spinnerin, Weberin, Henker). Die obere Etage ist dem Bergbau in Oederan gewidmet (Bergmänner, Steineklopfer, Erzwäscherin). |
| Ortspyramide Oederan (Klein-Erzgebirge) | Oederan                                   | Klein-Erzgebirge 50° 51′ 42″ N, 13° 10′ 27″ O (vorher Markt)                                                     | 1965                                | Die vier Meter hohe Pyramide trägt Figuren mit Bezug zu Stadtgeschichte, Freizeitgestaltung und Sport. Entwickelt wurde sie von Rolf Kunze und Heinz Klemm, gebaut wurde sie gemeinsam von der örtlichen Schnitzgemeinschaft sowie der Spezialschule Schnitzen Oederan. Als Antrieb diente zunächst der Motor eines Plattenspielers, der später durch einen leistungsfähigeren Antrieb ersetzt wurde. |
| Ortspyramide Penig                      | Penig                                     | Markt 50° 56′ 0″ N, 12° 42′ 21″ O                                                                                | 1991                                | Die 6 Meter hohe Pyramide wurde vom ortsansässigen „Verein für volkskünstlerische Heimarbeit e. V.“ geschaffen und als Geschenk der Stadt übereignet. Sie ist mit 23 Figuren bestückt, die Amtspersonen, Handwerker, Kinder und Märchenfiguren darstellen. |
| Ortspyramide Rechenberg                 | Rechenberg (Rechenberg-Bienenmühle)       | Muldentalstraße Ecke An der Schanze (vor Rathaus) 50° 44′ 11″ N, 13° 33′ 20″ O                                   | 1983 o. 1984                        | Geschaffen wurde die Pyramide mit Hilfe von ortsansässigen Betrieben, Handwerkern und Bürgern des Ortes. |
| Ortspyramide Reichenbach (Kriebstein)   | Reichenbach (Kriebstein)                  | neben dem Spielplatz in der Spielstraße 51° 2′ 47″ N, 13° 5′ 23″ O                                               | 2007                                | Die Pyramide wurde unter Federführung der Freiwilligen Ortsfeuerwehr in ca. 400 Arbeitsstunden und mit Hilfe einheimischer Unternehmen gebaut. Auf den drei Tellern zeigen sich typische Weihnachtsfiguren sowie Gewerke, die für den Ort typisch waren bzw. sind. Darunter Tischler, Schmied, Bäcker, Bauer, Marktfrau und Feuerwehrmann. |
| Ortspyramide Reinsberg.JPG              | Reinsberg                                 | Dorfplatz Reinsberg 51° 0′ 26″ N, 13° 21′ 24″ O                                                                  | 1996                                | Die Stabpyramide ist 4,8 Meter hoch und wiegt etwa zwei Tonnen. Am Bau beteiligten sich ortsässige Bürger und Firmen. Auf drei Tellern finden sich gedrechselte Figuren der Heiligen Familie, Szenen aus dem Bergbau sowie Kurrendesänger. Unter dem Flügelrad ist mit Schachtgebäude und Radstubenkaue des IV. Lichtlochs des Rothschönberger Stolln auch ein typisches Reinsberger Symbol zu sehen. |
| Ortspyramide Ringethal                  | Ringethal (Mittweida)                     | vor dem Herrenhaus Ringethal 51° 0′ 19″ N, 12° 59′ 58″ O                                                         | 2019                                | Stabpyramide mit drei Tellern. Aufgrund der zunächst fehlenden Figuren dekorierte man die sogenannte „Schlosspyramide“ mit Geschenken. Im Jahr 2023 wurden die ersten neun Einzelfiguren der insgesamt 15 Figuren, die im 3D-Druck hergestellt wurden und eine Verbindung zur Schlossgeschichte des Ritterguts Ringethal herstellen, erstmals auf der mittleren und oberen Etage aufgestellt. Der unterste Teller, der für die drei noch fehlenden Figurenpaare vorgesehen war, wurde weiterhin mit Geschenken geschmückt. Seit 2024 befinden sich alle Figuren auf der Pyramide. Am Sockel sind vier Tafeln angebracht, welche über die Figuren informieren: Markgraf Otto der Reiche, Kurfürst Johann Friedrich I. von Sachsen Der Großmütige, Herzogin Katharina zu Mecklenburg, Rittergutsbesitzer Hans Christoph von Poigk mit Ehefrau Friederica Christiana, deren Tochter Erdmuthe Sophie von Flemming, Rittergutsbesitzer Joseph Friedrich Freiherr von Racknitz mit Ehefrau Johanne Joachime Charlotte, Rittergutsbesitzer Johann Georg Aurich, Rittergutsbesitzer Baron Hermann von Schröter, sächsischer Kürassier mit Ehefrau, sächsischer Infanterist, Oberlehrer Michael, Kammerzofe Helga.                                                                |
| Ortspyramide Roßwein                    | Roßwein                                   | Rathaus 51° 3′ 55″ N, 13° 11′ 4″ O                                                                               | 1998                                | Stabpyramide mit drei Drehtellern. Im Jahr 2017 wurde das metallene Gestell neu lackiert sowie die Figuren generalüberholt. Die Konstruktion aus Stahl spiegelt die lange Tradition des Metallhandwerks in Roßwein wider. |
| Ortspyramide Rothenfurth                | Rothenfurth (Großschirma)                 | Buswendeschleife Muldentalstraße 50° 57′ 55″ N, 13° 18′ 53″ O                                                    | 2005                                | Vierstufige Pyramide. Auf der untersten Etage ist die Christgeburt dargestellt, auf den beiden Etage darüber befinden sich Personen des dörflichen Lebens und Winterkinder und auf der obersten Etage stehen Rotwild und Bäume. |
| Ortspyramide Sayda                      | Sayda                                     | Markt 50° 42′ 46″ N, 13° 25′ 8″ O                                                                                | 1998                                | Rund sieben Meter langer und etwa vier Meter hoher Schwibbogen mit integriertem Pyramidendrehwerk. Geschaffen wurde er von der örtlichen Schwibbogengemeinschaft, welche auch die Pflege der Figuren verantwortet. Im Bogen sind verschiedenste Figuren und Gebäude mit lokalem Bezug platziert, darunter u. a. Olbernhauer Reiterlein, Kurrende und Striezelkinder. Auf dem Teller des Pyramidendrehwerks ist Christi Geburt dargestellt. |
| Ortspyramide Schellenberg.jpg           | Schellenberg (Leubsdorf)                  | Marbacher Straße 50° 48′ 10″ N, 13° 8′ 12″ O                                                                     | 1994                                | Baumartige Pyramide mit vier Etagen. Die zwölf Figuren haben allesamt einen Bezug zum Ort. |
| Ortspyramide Seifersbach                | Seifersbach (Rossau)                      | Schönborner Straße, neben dem Rathaus 50° 58′ 20″ N, 13° 2′ 4″ O                                                 | 1987                                | Pyramide mit zwei Etagen und einer Höhe von 5 Metern. Auf ihr sind ausgesägte Figuren (Bergmänner, Engel und das Olbernhauer Reiterlein) zu sehen. Die Restaurierung der Pyramide erfolge im Jahr 2004. |
| Ortspyramide Siebenlehn                 | Siebenlehn (Großschirma)                  | Markt 51° 1′ 47″ N, 13° 18′ 28″ O                                                                                | 2000                                | Ab 1995 veranstaltete der örtliche Chorleiter Roland Meier ein eigenes Pyramidenanschieben an seinem privaten Freiland-Exemplar. Da der Zuspruch wuchs, trug Meier 1997 bei der Stadtverwaltung sein Ansinnen für eine Ortspyramide auf dem Markt vor. Jedoch konnte seinerzeit keine finanzielle Unterstützung gegeben werden. Er fertigte zunächst ein Modell seiner Idee und stellte dies öffentlich im Rathaus aus. Mit Unterstützung des nachfolgenden Bürgermeisters ging Meier daran Mitstreiter, Sponsoren und Unternehmen zu finden um den Bau umzusetzen der im April 1999 begann. Der gesamte Arbeitsaufwand belief sich auf 950 Stunden, allein der Initiator Meier leistete über 250 Stunden. Am 1. Advent 2000 wurde sie erstmals feierlich angeschoben. Die Pyramide ist 4 Meter hoch, das hölzerne Gestell in dreieckiger Grundform symbolisiert einen Nadelbaum aus dem Zellwald. Die Lichter sollen an die vielen Wachsschläger im 17. Jahrhundert erinnern. Auf den Drehtellern finden sich 15 Figuren die Siebenlehner Geschichte symbolisieren. Zuunterst sind dies Bergmann, Schuster, Bäcker, Feuerwehrmann, Amalie Dietrich und Otto Altenkirch. In der Mitte Sänger, Sportler und andere wichtige Gewerke. Ganz oben drehen Kinder ihre Runden. |
| Ortspyramide Taura                      | Taura                                     | Rathaus 50° 55′ 6″ N, 12° 50′ 27″ O                                                                              | 2001                                | Pyramide mit drei Etagen. Auf dieser sind Engel, Bergmänner, ein Schneemann, der Weihnachtsmann und ein Hase zu sehen. |
| Ortspyramide Tuttendorf                 | Tuttendorf (Halsbrücke)                   | bei der Bushaltestelle Tierarztpraxis / Freiberger Straße 37 50° 56′ 17″ N, 13° 21′ 30″ O                        | 1984                                | Vierstufige Pyramide. Geschaffen wurde sie von der Arbeitsgruppe „Pyramide und Blütenfest“ und war eine der ersten dörflichen Ortspyramiden im Altkreis Freiberg. Auf der unteren Etage ist eine Waldszene mit Rotwild und Bäumen zu sehen, auf der Etage darüber eine Bergkapelle. Auf der dritten Etage drehen sich Winterkinder und ein Schneemann und auf der obersten Etage eine Kurrende. |
| Ortspyramide Waldheim                   | Waldheim                                  | Obermarkt 51° 4′ 22″ N, 13° 1′ 27″ O                                                                             | 1978                                | Dreistufige Pyramide mit einer Höhe von 5,50 m. Auf der Pyramide befindet sich eine Eisenbahn, Schneewittchen und die 7 Zwerge, ein Weihnachtsmann, ein Nussknacker und ein Nachtwächter. |
| Ortspyramide Wegefarth                  | Wegefarth (Oberschöna)                    | Talstraße, Kreuzung Siedlerweg 50° 55′ 11″ N, 13° 14′ 32″ O                                                      | 1986                                | Die dreistufige Pyramide ist 4,30 m hoch und seit 1987 im Eigentum der Gemeinde Oberschöna. Durch die Einwohner von Wegefarth erfolgte im Jahr 2019 eine Neugestaltung. Auf der unteren Etage befindet sich eine Bergparade, in der mittleren Etage Personen aus dem Dorfalltag und in der oberen Etage eine Waldszene mit Förster und Rehen. |
| Ortspyramide Weigmannsdorf              | Weigmannsdorf (Lichtenberg/Erzgeb.)       | Dorfplatz neben dem Gasthof Weigmannsdorf 50° 50′ 21″ N, 13° 22′ 56″ O                                           | 1998                                | Die Pyramide wurde Heimatverein Weigmannsdorf – Müdisdorf e. V. gefertigt. Die zunächst zweietagige Stockwerkspyramide wurde im Jahr 2001 um eine Etage aufgestockt. Die untere Etage ist mit einer Kurrende bestückt. Auf der mittleren Etage befinden sich die Figuren der biblischen Christgeburt. Die oberste Etage ist mit Engel, Bergmann und Nussknacker bestückt. |
| Ortspyramide Weißenborn/Erzgeb.         | Weißenborn/Erzgeb.                        | vor dem Rathaus 50° 52′ 21″ N, 13° 24′ 0″ O                                                                      |                                     | Vierstufige Pyramide in Form eines Nadelbaums. Die Pyramide ist mit erzgebirgs- und weihnachtstypischen, gedrechselten Figuren bestückt (Nussknacker, Räuchermänner, Förster, Schornsteinfeger, Engel, Bergmänner, Weihnachtsmann, Kurrende). |
| Ortspyramide Wendishain                 | Wendishain (Hartha)                       | neben dem Denkmal- und Kulturgästehaus „Zum Pfarrlehen“ 51° 8′ 11″ N, 12° 59′ 22″ O                              | 2012                                | Dreistufige Pyramide. Auf der unteren Etage sind biblische Figuren zu sehen, auf der mittleren Etage befinden sich ortstypische Figuren und die Kirche, auf der oberen Etage ist eine Waldszene dargestellt. |
| Ortspyramide Zethau                     | Zethau (Mulda/Sa.)                        | Am Begegnungs-Haus der Generationen und Nationen (Großhartmannsdorfer Weg 1) 50° 46′ 33″ N, 13° 22′ 48″ O        | 2007                                | Gebaut wurde die in ihrer Gestalt einem Huthaus nachempfundenen Pyramide von Zethauer Einwohnern. Auf dem unteren Teller sind Figuren in ortstypischen Berufen aus Handwerk und Landwirtschaft zu sehen (Bäuerin, Schmid, Brauer, Stellmacher). Im Turm dreht eine Kurrende ihre Runden. |

## Ehemalige und/oder nicht mehr existente Ortspyramiden
| Abbildung | Ort                              | Standort                        | Aufstellzeitraum | Geschichte |
| --------- | -------------------------------- | ------------------------------- | ---------------- | --- |
|           | Cämmerswalde (Neuhausen/Erzgeb.) | Grundschule                     | 1986 – ?         | Am Standort wurde bereits ab 1986 zur Weihnachtszeit eine kleine, gebrauchte Pyramide aufgestellt. Sie zeigte zuletzt jedoch alters- und witterungsbedingte Schäden. Daraufhin wurden innerhalb einer Arbeitsgruppe Überlegungen für einen Neubau angestellt. Dieser löste spätestens zur Saison 2012/13 die bisherige Ortspyramide ab.                                                                                           |
|           | Frankenberg/Sa.                  | Markt                           | 1938 – ?         | |
|           | Neuhausen/Erzgeb.                | Neuwernsdorfer Weg/Wenzelsplatz | 1978 – ?         | Gefertigt wurde die zweietagige Stabpyramide auf Initiative von Bürgern aus dem angrenzenden Wohngebiet Neuhausen-Ost. Auf den Tellern drehten sich typisch erzgebirgische Figuren sowie Bäumchen und ein stilisierter Zug. Nachdem sich deutlich Verschleißerscheinungen zeigten, setzte sich der örtliche Tourismusverein 2009 einen Neubau zum Ziel. Dieser löste spätestens zur Saison 2013/14 die bisherige Ortspyramide ab. |

## Pyramiden auf Privatgelände, welche mit Ortspyramiden vergleichbar sind
| Abbildung               | Ort                    | Standort                                                     | Baujahr | Geschichte |
| ----------------------- | ---------------------- | ------------------------------------------------------------ | ------- | --- |
|                         | Claußnitz              | Heimatstube Clußnitz in der Alten Schule                     |         | Dreistufige Pyramide, die mit Bergleuten, einer Kurrende und Reiterlein besetzt ist. |
|                         | Kaltofen (Striegistal) | Gaststätte Kalkbrüche 51° 0′ 19″ N, 13° 9′ 7″ O              | 2008    | Das Pyramiden-Drehwerk ist zentriert in einen Schwibbogen eingesetzt, welcher mit 24 Lampen bestückt ist. Geschaffen wurde das etwa 4,4 Meter breite und über zwei Meter hohe Werk vom Roßweiner Bürger Karl-Heinz Vossebein. Auf dem untersten Teller stehen bergmännische Figuren. Auf dem mittleren Maria, Josef und das Jesuskind in der Krippe sowie die heiligen drei Könige. Auf dem obersten drehen Tiere ihre Runden. |
|                         | Lichtenberg/Erzgeb.    | Holzschnitzerei Timmel 50° 50′ 3″ N, 13° 25′ 26″ O           | 2007    | Dreistufige Stabpyramide mit einer Höhe von 3,50 m und geschnitzten Figuren. Auf der unteren Ebene befinden sich Bergmänner, in der mittleren Ebene eine Waldszene mit Menschen und darüber eine Waldszene mit Tieren. |
|                         | Neuhausen/Erzgeb.      | Nussknackermuseum 50° 40′ 37″ N, 13° 28′ 0″ O                |         | Pyramidenhaus mit einer Etage, die mit einer Kurrende bestückt ist. |
| Außenpyramide in Ostrau | Ostrau (Jahnatal)      | vor dem „Gasthof zum wilden Mann“ 51° 12′ 9″ N, 13° 9′ 33″ O | 2020    | Drei Meter hohe Pyramide mit zwei Etagen. Die Figuren sind Originale des Orts, u. a. die Jahnataler Blasmusikanten (Posaunist, Schlagzeuger, Trompeter), der Ostrauer Bürgerpolizist und ein Kalkwerker vom Kalkwerk Ostrau. Auf dem oberen Teil befindet sich an drei Seiten das Ortswappen. |